# Jonas Geens
Pour les articles homonymes, voir Geens.
Jonas Geens, né le 4 janvier 1999, est un coureur cycliste belge.

## Biographie
Jonas Geens pratique d'abord l'athlétisme durant sa jeunesse. Une blessure récurrente à la cheville l'amène finalement à se consacrer au cyclisme à partir de 2022, alors qu'il est âgé de vingt-trois ans,. Sous les couleurs du club Van Mossel Heist, il réalise une première saison convaincante chez les élites sans contrat en obtenant une victoire au niveau régional et douze tops dix. 
En 2023, il rejoint l'équipe continentale Tarteletto-Isorex. Sans salaire complet, il combine la compétition avec un travail à temps partiel dans un office des brevets anversois. Au début du printemps, il se montre offensif en participant à des échappées à la Nokere Koerse et au Tour du Jura. Il se distingue ensuite durant le mois de mai en remportant le Tour de la Mirabelle, une course inscrite au calendrier de l’UCI Europe Tour.

## Palmarès
- 2022
  - Course de Saint-Gilles-Waes
  - 3e de l'Omloop van de Grensstreek
- 2023
  - Tour de la Mirabelle
- 2024
  - Vainqueur de l'Essor basque
  - Tour de Basse-Navarre
  - 1re étape du Tour du Pays de Lesneven
  - Ronde du Porhoët
  - Essor breton : 
    - Classement général
    - 4e étape

  - Tour de la Manche
  - Flèche Bigoudène
  - 2e de la Ronde du Pays basque
  - 2e du Circuit de la Claie
  - 3e du Trophée de l'Essor
  - 3e du Circuit du Morbihan
  - 3e de la Route Vendéenne
  - 3e du Grand Prix de Fougères

## Classements mondiaux
| Année                                 | 2023  | 2024  |
| ------------------------------------- | ----- | ----- |
| Classement mondial                    | 1184e | 3050e |
|                                       |       |       |
| Légende : nc = non classéSource : UCI |       |       |